# Rue Verte (Bruxelles)
Pour les articles homonymes, voir Rue Verte.
La rue Verte (en néerlandais : Groenstraat) est une rue bruxelloise qui commence sur la commune de Saint-Josse-ten-Noode square Victoria Régina et qui se termine sur la commune de Schaerbeek rue des Palais (place Liedts) en passant par la rue Botanique, la rue de la Rivière, la rue Saint-François, la rue de la Prairie, la rue de l'Ascension, la rue des Secours, la rue Dupont, la rue de la Fraternité, la rue de Quatrecht et la rue Rogier.

## Histoire et description
La rue Verte est l'ancienne route vers Malines.
Plusieurs rues du quartier portent un nom qui fait référence au Jardin botanique tout proche.
La numérotation des habitations va de 7 à 245 pour le côté impair et de 24 à 244 pour le côté pair.

## Adresses notables
à Saint-Josse-ten-Noode :

- no 50 : parc Saint-François

à Schaerbeek :

- no 126 : parc Reine-Verte